# Maria José da Fonseca Monteiro de Jesus

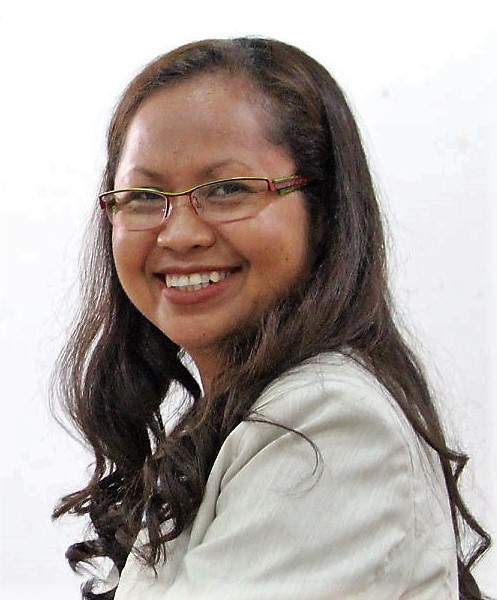
Maria José da Fonseca Monteiro de Jesus (2020)

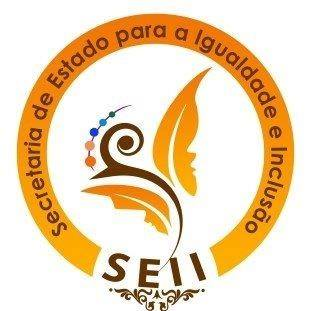
Staatssekretariat für Gleichberechtigung und Inklusion

Maria José da Fonseca Monteiro de Jesus ist eine osttimoresische Politikerin und Diplomatin. Sie ist Mitglied der Partidu Libertasaun Popular (PLP).
Am 22. Juni 2018 wurde sie zur Staatssekretärin für Gleichberechtigung und Inklusion ernannt und ist damit direkt dem Premierminister unterstellt. Sie folgte damit Laura Lopez, die das Amt von 2017 bis 2018 innehatte. Am 31. März 2022 wurde Jesus wiederum von Maria do Rosário Fátima Correia abgelöst.
Vor ihrer Ernennung zur Staatssekretärin war Jesus unter anderem Generalkonsulin Osttimors im australischen Sydney und 2017 zweite Vizepräsidentin des Komite 12 de Novembru.